# Unigenitus Dei Filius
Unigenitus Dei Filius (nota semplicemente come Unigenitus) è una costituzione apostolica, in forma di bolla papale, promulgata dal papa Clemente XI per condannare l'eresia del giansenismo. In particolare il testo condanna 101 proposizioni della seconda edizione del libro Réflexions morales di Pasquier Quesnel.
La sua redazione fu sollecitata, oltre che da un certo numero di vescovi, dal re Luigi XIV, dopo il fallimento del precedente documento Universi Dominici Gregis, rigettato in nome delle libertà gallicane.
Fu pubblicata l'8 settembre 1713 dopo diciotto mesi di lavorazione da parte di una speciale congregazione di cardinali e teologi.
La bolla provocò aspre discussioni nella chiesa francese che di fatto si divise tra i cosiddetti accettanti, che appunto accettavano l'ordine papale, e gli appellanti, che respingevano la bolla e si appellavano ad un concilio. La causa di questi ultimi venne anche perorata nel 1715 presso la Santa Sede da una missione del diplomatico Michel-Jean Amelot de Gournay.
Nei Padri della Chiesa, Proverbi 8.22 è un passo citato molto di frequente per fondare la coeternità del Verbo nel Padre e la generazione di Gesù Cristo prima dei secoli, ma pur sempre in vista della creazione. Ciononostante, il Libro dei Proverbi non è citato nell'enciclica, priva di fonte biblica in merito alla fondamentale nozione dell'Unigenito.